# Kalkbergets naturreservat
Kalkbergets naturreservat är ett svenskt naturreservat i Södertälje kommun i Stockholms län. Större delen av reservatet är även ett Natura 2000-område. Det området blev ett Natura 2000-område tack vare förekomsten av nordiskt alvar och prekambriska kalkhällmarker, klippvegetation på kalkrika bergssluttningar, samt lind- och lönnskogar i sluttningar och raviner. Reservatet är 16,2 ha stort, varav 3,1 ha vatten. Reservatet är en del av ön Mörkö. I reservatet lever hasselsnok, Sveriges mest sällsynta ormart. Kalkberget är naturreservat sedan 2006.

## Bilder

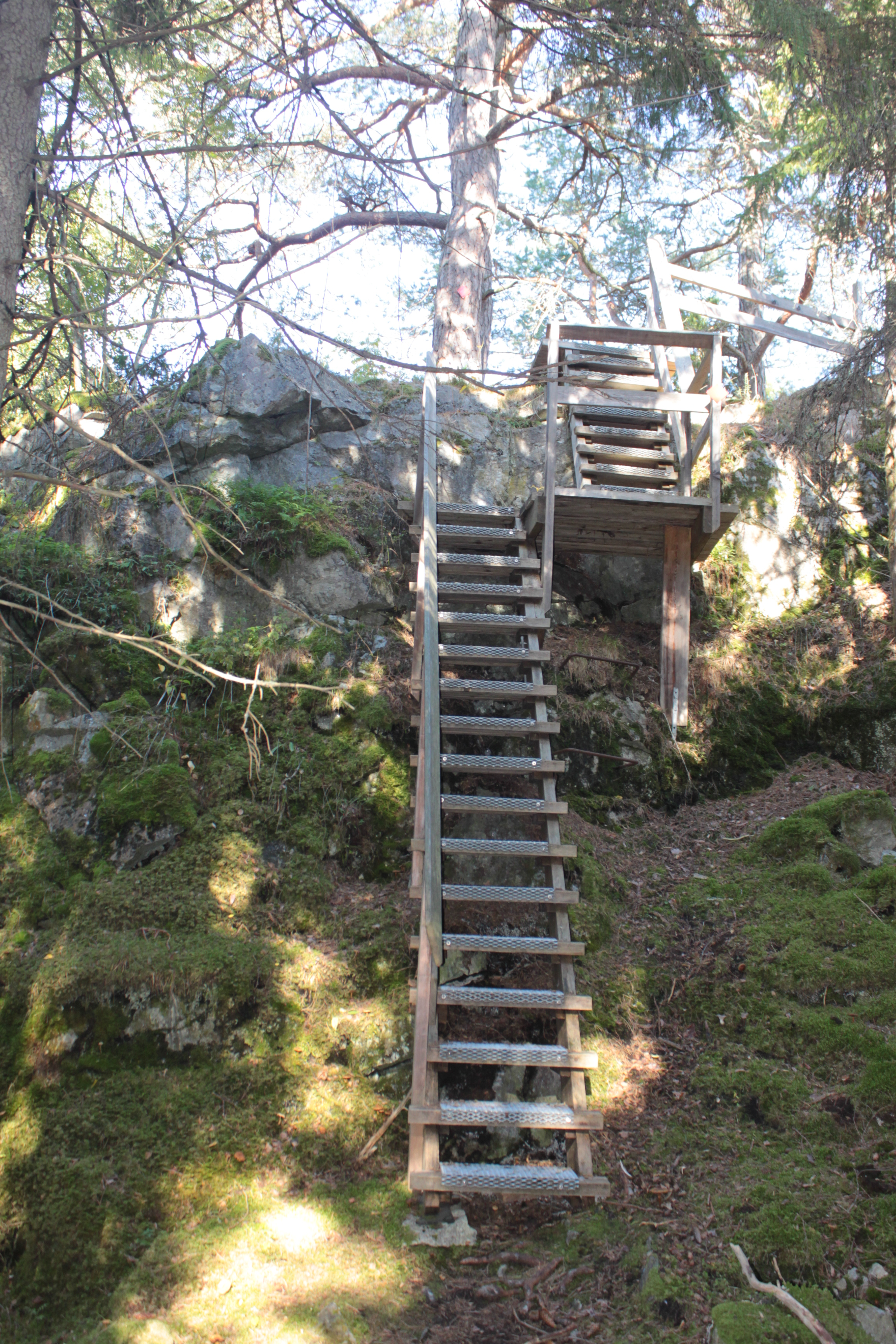
Trappan ner till kalkbrottet.
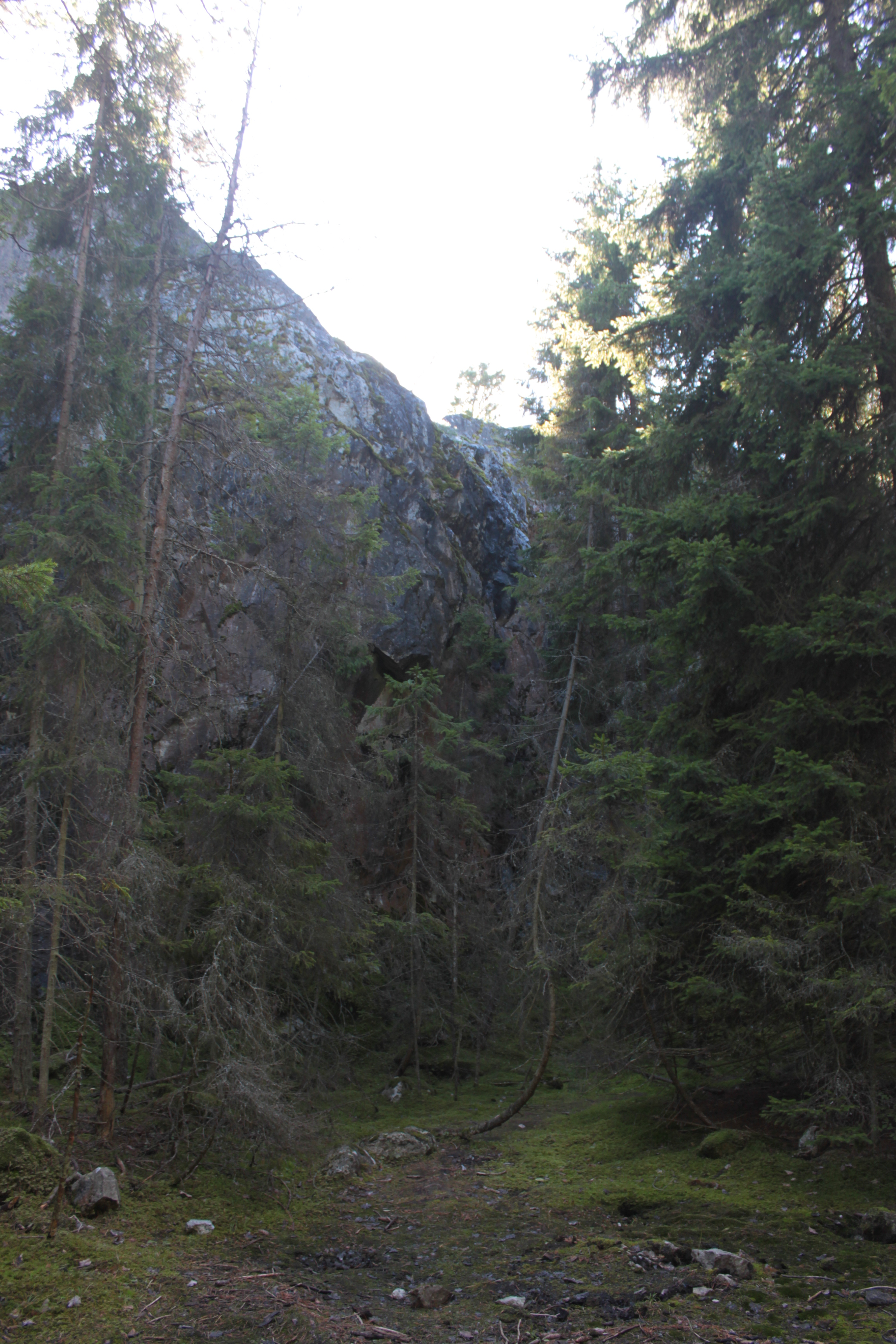
Kalkbrottet i Kalkbergets naturreservat.
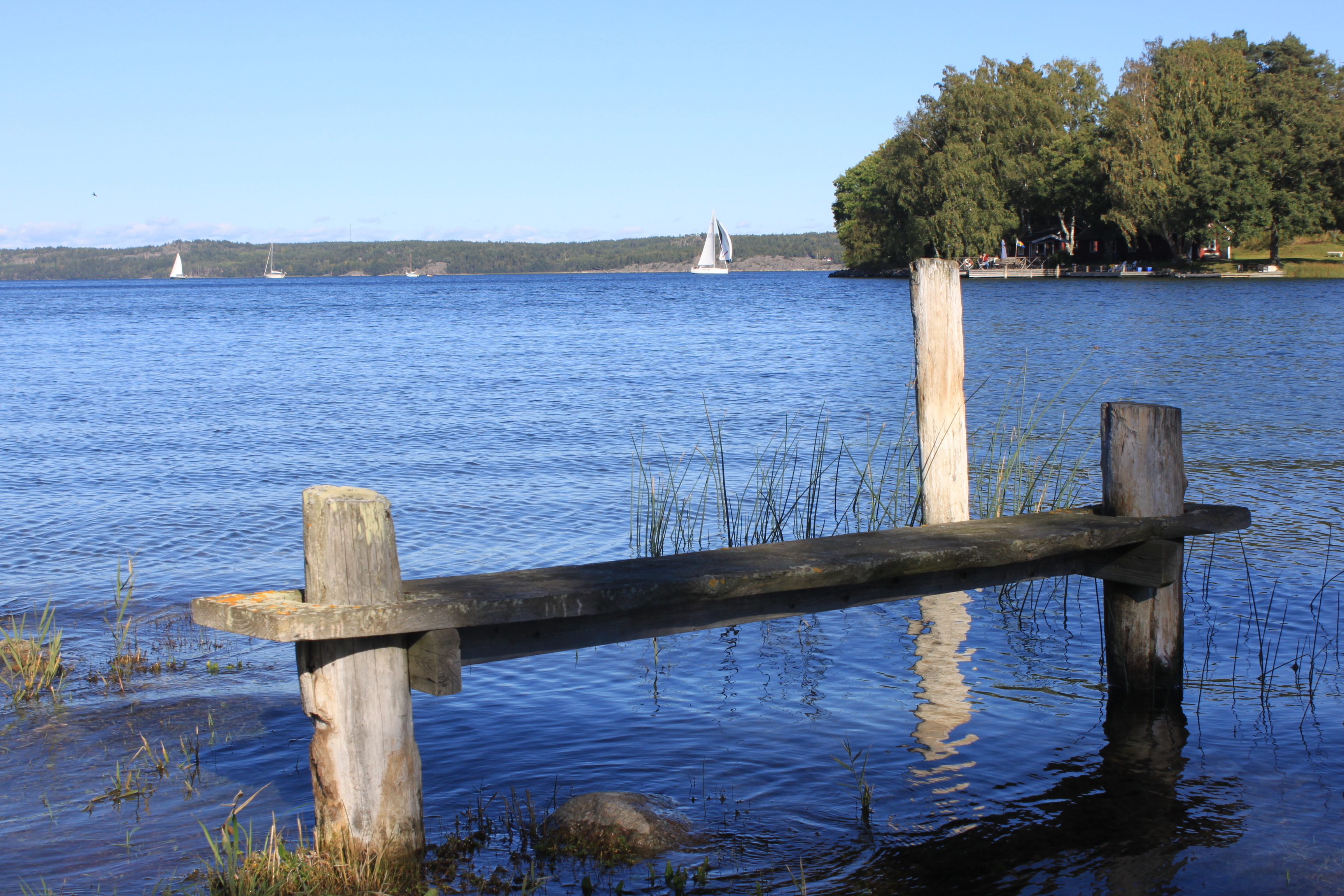
Engelsviken i Kalkbergets naturreservat.